# Venetiko (Messenien)
Venetiko (griechisch Βενέτικο) ist eine unbewohnte kleine Insel in Messenien.
Sie ist südlich des Kap Akritas bei Koroni gelegen und wird gelegentlich zur Inselgruppe der Messenischen Inousses gezählt.
Der antike Name lautete Theganoussa (Θηγανούσσα), Pausanias erwähnt die Insel als „wüstes Eiland“.
Die Insel ist als Tauchgebiet ausgewiesen. Sie ist mit Sapientza, Schiza und Kap Akritas im ökologischen Netz Natura 2000 der EU als Schutzgebiet registriert.

## Einzelbelege
1. ↑  Peter Levi: Guide to Greece. Central Greece. Band 1. Penguin, Harmondsworth 1979, ISBN 0-14-044226-X, S. 187 (eingeschränkte Vorschau in der Google-Buchsuche [abgerufen am 10. Juli 2010]).
2. ↑  Pausanias 4.34.
3. ↑  Natura 2000 - Standard Data Form: Nisoi Sapientza Kai Schiza, Akrotirio Akritas (GR2550003). Natura 2000-Website der Europäischen Umweltagentur (englisch)